# Araraquara (gemeente)
Araraquara is een gemeente in de Braziliaanse deelstaat São Paulo. De gemeente telt meer dan 225.000 inwoners.

## Sport
Ferroviária is de grootste voetbalclub van de stad. De club speelde al meer dan 40 seizoenen in de hoogste klasse van de staatscompetitie. Na een afwezigheid van 20 jaar maakte de club in 2016 zijn rentree. De club speelde ook een aantal seizoenen in de nationale reeksen. Rond 1950 had de stad nog drie clubs die in de tweede klasse speelden, echter zijn deze al lang verdwenen.

## Geboren
- Olegário Tolói de Oliveira (1939-2024), voetballer en voetbaltrainer
- Antônio de Oliveira Filho, "Careca" (1960), voetballer
- Dorival Silvestre Júnior (1962), voetballer en voetbaltrainer